# San Juan de Dios (Costa Rica)
San Juan de Dios è un distretto della Costa Rica facente parte del cantone di Desamparados, nella provincia di San José.
San Juan de Dios comprende 11 rioni (barrios):
- Calabacitas
- Calle Común
- Cruz Roja
- I Griega
- I Taipú
- Jardín
- Maquinas
- Mota
- Novedades
- Río
- Robles